# Астон, Тилли
Матильда Энн Эстон (англ. Matilda Ann Aston; 11 декабря 1873 ― 1 ноября 1947), более широко известна как Тилли Эстон (англ. Tilly Aston) ― слепая австралийская писательница и педагог, основательница Викторианской ассоциаций писателей на шрифте Брайля и Ассоциации улучшения положения слепых. Активистка защиты прав слабовидящих людей.

## Биография
Тилли родилась в городе Карисбрук, Виктория в 1873 году. Она была самым младшим из восьми детей в семье Эдвард Эстона, сапожника, и его жены Энн. Слабовидящая от рождения, полностью лишилась зрения в возрасте семи лет. Её отец умер в 1881 году. Шесть месяцев спустя случайно встретила Томаса Джеймса, шахтёра в прошлом, который также потерял зрение в результате несчастного случая и стал странствующим миссионером. Он научил её читать по Брайлю. Вскоре после этого преподобный У. Мосс, который посетил Карисбрук с хором Викторианской лечебницы и школы для слепых, уговорил её принять участие поступить в школу в городе Сент-Килда, Мельбурн, чтобы продолжить своё образование. Успешно окончив заведение в возрасте 16 лет, Тилли стала первым слепым гражданином Австралии, который поступил в университет. Училась в университете Мельбурна. Однако из-за отсутствия учебников на Брайле и «нервной прострации» была вынуждена прекратить учебу в середине второго курса. В это же время пыталась зарабатывать на жизнь в качестве учителя музыки, и пришла к мысли о необходимости повсеместного улучшения участи слепых людей.
Жила с матерью и братом в Мельбурне до 1913 года. Примерно в это время умерла мать, а брат женился. Затем она переехала в городе Виндзор, Виктория.
С помощью её друзей и членов Ассоциации австралийских аборигенов, Эстон в 1894 году стала учредителем Викторианской ассоциаций писателей на шрифте Брайля, которая впоследствии стала базой для организации библиотеки литературы на шрифте Брайля. В 1895 году также стала учредителем Ассоциации улучшения положения слепых (ныне ― Vision Australia). Ассоциация быстро добилась избирательных правых для слепых, бесплатной доставка литературы на Брайле и транспортных льгот для слепых.
Тилли Эстон также занималась занималась написанием рассказов и составлением стихов. В 1905 году был опубликован сборник её рассказов The Woolinappers, or Some Tales from the By-ways of Methodism.
Между 1901 и 1940 годами в Мельбурне было опубликовано восемь томов её стихотворений. Также была втором мемуаров.
Умерла от рака 1 ноября 1947 года.

## Сочинения
Поэзия
- Maiden Verses (1901)
- The Austral Year (191-?)
- Singable Songs (1924)
- Songs of Light (1935)
- The Inner Garden (1940)

Художественные произведения
- The Woolinappers, or Some Tales from the By-ways of Methodism (1905)
- The Straight Goer (in Spectator, serialised from Sept 1908)
- Gold from Old Diggings (in Bendigo Advertiser, serialised from Aug 1937)
- Old Timers: Sketches and Word Pictures of the Old Pioneers (1938)

Мемуары
- The Memoirs of Tilly Aston: Australia's Blind Poet, Author and Philanthropist (1935)